# Језерска јесетра
Језерска јесетра (Acipenser fulvescens) је зракоперка из реда Acipenseriformes. 

## Угроженост
Ова врста је наведена као последња брига, јер има широко распрострањење и честа је врста.

## Распрострањење
Врста има станиште у Канади и Сједињеним Америчким Државама.

## Станиште
Станишта врсте су језера и језерски екосистеми, речни екосистеми и слатководна подручја. 
Врста је присутна на подручју реке Мисури, Мисисипи и Великих језера, као и другде у Северној Америци.